# Натан Гортон
Натан Гортон (англ. Nathan Horton; 2 травня 1985, м. Велланд, Канада) — канадський хокеїст, правий нападник. Виступає за «Бостон Брюїнс» в Національній хокейній лізі.
Виступав за «Ошава Дженералс» (ОХЛ), «Флорида Пантерс», «Сан-Антоніо Ремпейдж» (АХЛ).
В чемпіонатах НХЛ — 515 матчів (172 голи, 184 передачі), у турнірах Кубка Стенлі — 21 матч (8 голів, 9 передач).
Досягнення
- Володар Кубка Стенлі (2011).